# Solenophora
Solenophora, biljni rod iz porodice gesnerijevki sa 15 vrsta zeljastog bilja i polugrmova rasprostranjenih od Meksika do Paname. Dio je podtribusa Gloxiniinae.

## Etimologija
Ime roda dolazi od grčkog σωλην, solēn = cijev, i φερειν, ferein = nositi. Ime aludira ili na postojanu cjevastu čašku ili na vjenčić (oboje je u izvornom opisu opisano kao cjevasto).

## Opis roda
Vrste ovog roda rasprostranjene su po Srednjoj Americi i pojavljuju se u vlažnim šumama često na obali potoka, na srednjim i visokim nadmorskim visinama. To su grmovi ili tanje drveće. Stabljika je obično izdužena, uspravna, drvenasta. Listovi nasuprotni, peteljkasti, ± izofilni, često veliki, opnasti, jajasti do eliptični, nazubljeni, bočnih žila 7-10, zasvođenih prema vrhu. Cvatovi brojni. Čašičnii listići pri dnu spojeni, prelaze jajnik. Vjenčić velik i upadljiv, cijev izdužena, žut do narančast ili crvenkasto narančast. Prašnici 4, prirasli uz bazu cjevčice vjenčića. Nektarij od jedne dvousne žlijezde ili od 2, 3 ili 5 žlijezda. Ovarij donji, vrh spljošten ili konveksan; vrh jednak prašnicima, izdužen, spljošten, širi prema vrhu; stigma stomatomorfna. Plod suha (?) ili donekle mesnata čahura okrunjena postojanom čaškom. Sjeme fusiformno. Broj kromosoma: 2n = 20.

## Vrste
1. Solenophora abietorum Standl. & Steyerm.
2. Solenophora calycosa Donn. Sm.
3. Solenophora chiapasensis D. N. Gibson
4. Solenophora coccinea Benth.
5. Solenophora erubescens Donn. Sm.
6. Solenophora glomerata Weigend & Förther
7. Solenophora insignis (M. Martens & Galeotti) Hanst.
8. Solenophora maculata D. N. Gibson
9. Solenophora modesta Weigend & Förther
10. Solenophora obscura Hanst.
11. Solenophora pirana C. V. Morton
12. Solenophora purpusii Brandegee
13. Solenophora schleehaufii Weigend & Förther
14. Solenophora tuerckheimiana Donn. Sm.
15. Solenophora tuxtlensis A. Ramírez & Ibarra-Manr.